# Légion de gendarmerie
Ne doit pas être confondu avec Légion étrangère.
Les légions de gendarmerie ont existé de 1801 à 2005 en France.
Légion de gendarmerie renvoie à quatre entités :
- Légions de Gendarmerie départementale ;
- Légions de Gendarmerie mobile ;
- Autres entités françaises (Premier Empire, IIIe République, Première Guerre mondiale)[1] ;
- Légions de pays souverains ayant conservé cette appellation.

## Histoire

### La Révolution française et le Consulat
Avant la Révolution française, existait un corps unique : la maréchaussée. La loi du 16 février 1791 institue la Gendarmerie nationale.
En 1798, la Gendarmerie nationale est un corps d'armée distinct, constitué de 25 divisions, 50 escadrons, 100 compagnies et 2 000 brigades sur le territoire français.
Un arrêté de 1801 fixe la création de 27 légions de gendarmerie (26 secteurs géographiques et une légion d'élite, qui devient une légion géographique à l'instar des autres) ;  :
- 1e légion de gendarmerie (Paris) : Seine, Seine-et-Oise, Seine-et-Marne, Oise ;
- 2e légion de gendarmerie (Caen) : Seine-Inférieure, Eure, Calvados et Manche ;
- 3e légion de gendarmerie (Alençon) : Orne, Eure-et-Loir, Mayenne, Sarthe ;
- 4e légion de gendarmerie (Rennes) : Côtes-du-Nord, Ille-et-Vilaine, Finistère, Morbihan ;
- 5e légion de gendarmerie (Angers) : Loire-Inférieure, Maine-et-Loire, Vendée, Deux-Sèvres ;
- 6e légion de gendarmerie (Tours) : Loir-et-Cher, Indre-et-Loire, Indre, Vienne ;
- 7e légion de gendarmerie (Bordeaux) : Charente, Charente-Inférieure, Gironde, Landes ;
- 8e légion de gendarmerie (Périgueux) : Lot-et-Garonne, Dordogne, Haute-Vienne, Corrèze ;
- 9e légion de gendarmerie (Toulouse) : Haute-Garonne, Gers, Hautes-Pyrénées, Basses-Pyrénées ;
- 10e légion de gendarmerie (Carcassonne) : Tarn, Aude, Ariège, Pyrénées-Orientales ;
- 11e légion de gendarmerie (Rodez) : Cantal, Lozère, Aveyron, Lot ;
- 12e légion de gendarmerie (Lyon) : Puy-de-Dôme, Haute-Loire, Loire, Rhône ;
- 13e légion de gendarmerie (Moulins) : Creuse, Allier, Cher, Loire ;
- 14e légion de gendarmerie (Troyes) : Loiret, Yonne, Aube, Marne ;
- 15e légion de gendarmerie  (Arras) : Nord, Pas-de-Calais, Aisne, Somme ;
- 16e légion de gendarmerie  (Bruxelles): Lys, Escaut, Jemmapes, Dyle ;
- 17e légion de gendarmerie ( Liège) : Deux-Nèthes, Meuse-Inférieure, Ourthe, Sambre-et-Meuse ;
- 18e légion de gendarmerie (Metz) : Forêts, Ardennes, Meuse, Moselle ;
- 19e légion de gendarmerie  (Strasbourg) : Vosges, Meurthe, Haut-Rhin, Bas-Rhin ;
- 20e légion de gendarmerie (Besançon) : Doubs, Haute-Saône, Jura, Léman ;
- 21e légion de gendarmerie (Dijon) : Côte-d'Or, Haute-Marne, Ain, Saône-et-Loire ;
- 22e légion de gendarmerie (Grenoble) : Isère, Mont-Blanc, Ardèche, Drôme ;
- 23e légion de gendarmerie (Draguignan) : Hautes-Alpes, Basses-Alpes, Alpes-Inférieures, Var ;
- 24e légion de gendarmerie (Marseille) : Bouches-du-Rhône, Vaucluse, Gard, Hérault ;
- 25e légion de gendarmerie (Mayence) : Rhin-et-Moselle, Roër, Sarre, Mont-Tonnerre ;
- 26e légion de gendarmerie (Ajaccio) : Corse, Golo, Liamone ;

### Les guerres napoléoniennes
Au cours du Premier Empire, de nouveaux territoires sont incorporés à la France, entraînant la création de nouvelles légions et portant leur nombre à 34 en 1814 :
- 27e légion (Turin) : Pô, Marengo, Tanaro, Doire, Sesia, Stura (département supprimé en 1805).
- 28e légion (précédemment 27e légion, créée en 1805) (Gênes) : Marengo, Montenotte, Apennins, Gênes ;
- 29e légion (Créée en 1808) (Florence) : Arno, Ombrone, Méditerranée, Taro (également appelé Parme) ;
- 30e légion (Créée en 1810) (Rome) (également appelé Tibre), Trasimène ;
- 31e légion (Laibach/Ljubjana) : Provinces illyriennes ;
- 32e légion (Créée en 1810) (Amsterdam) : Zuyderzée, Bouches de la Meuse, Yssel-Supérieur ;
- 33e légion (Créée en 1810) (Groningue): Bouches-de-l’Yssel, Frise, Ems occidental, Lippe ;
- 34e légion (Créée en 1810) (Hambourg): Ems supérieur, Bouches-du-Weser, Bouches-de-l’Elbe, Ems oriental.

Suivant l'extension de l'Empire français, de nouvelles légions de gendarmerie se créent en Europe. Le 12 décembre 1811, six légions de la gendarmerie sont organisées en Espagne  :
- 1e légion de gendarmerie d'Espagne : Burgos

Le 23 octobre 1812, La légion de gendarmerie à cheval de Burgos prit part au Combat de Villodrigo.Les légions de gendarmerie ont participé à des actions militaires lors de conflits et de batailles ;
- 2e légion de gendarmerie d'Espagne ;
- 3e légion de gendarmerie d'Espagne ;
- 4e légion de gendarmerie d'Espagne ;
- 5e légion de gendarmerie d'Espagne ;
- 6e légion de gendarmerie d'Espagne (anciennement légion de gendarmerie de Catalogne)[8], composée de Chevau-légers, de lanciers-gendarmes et de troupes à pied (Narbonne).

Des légions de gendarmerie de l'Intérieur sont déjà opérationnelles.

### Restauration et seconde République
Très remarquée par son soutien à Napoléon Ier, la Gendarmerie voit ses effectifs considérablement diminués, ainsi que ses missions, sous la Terreur blanche au retour de la Monarchie.
Par ordonnance du 10 septembre 1815, la Gendarmerie nationale est réorganisée en 24 légions :
- 1e légion de gendarmerie :
- 2e légion de gendarmerie :
- 3e légion de gendarmerie :
- 4e légion de gendarmerie :
- 5e légion de gendarmerie :
- 6e légion de gendarmerie :
- 7e légion de gendarmerie :
- 8e légion de gendarmerie :
- 9e légion de gendarmerie :
- 10e légion de gendarmerie :
- 11e légion de gendarmerie :
- 12e légion de gendarmerie :
- 13e légion de gendarmerie :
- 14e légion de gendarmerie :
- 15e légion de gendarmerie :
- 16e légion de gendarmerie :
- 17e légion de gendarmerie :
- 18e légion de gendarmerie :
- 19e légion de gendarmerie :
- 20e légion de gendarmerie :
- 21e légion de gendarmerie :
- 22e légion de gendarmerie :
- 23e légion de gendarmerie :
- 24e légion de gendarmerie :

En 1835, aux balbutiements de l'Algérie française, une gendarmerie coloniale se met en place.
En 1848, Deux bataillons de gendarmerie mobile sont créés à Versailles et à Paris. Ils participent au coup d’état de décembre 1851 puis sont intégrés en 1852 dans la gendarmerie d’élite impériale.
En 1849, la Garde Républicaine est rattachée à la gendarmerie. Elle peut prendre part, lors du Second Empire, à la Guerre de Crimée et participer en 1855 au Siège de Sébastopol.

### La guerre franco-prussienne
En 1870, la garde de Paris reprend le titre de Garde républicaine. Un second Régiment de garde Républicaine à Cheval est créé. Ailleurs sur le territoire, des régiments de gendarmerie à cheval et de gendarmerie à pied sont également constitués.
La gendarmerie prend part aux combats contre le futur Empire allemand.

### La IIIe République
Dès 1871, les Versaillais créent une légion de gendarmerie mobile. Elle est basée à Versailles et a pour but de protéger l'Assemblée nationale et le tout nouveau président de la République, Adolphe Thiers.
Le 27 avril 1875, le président de la République, Patrice de Mac Mahon, décide de réorganiser la gendarmerie départementale en 31 légions : 
- 1e légion :
- 2e légion :
- 3e légion :
- 4e légion :
- 5e légion :
- 6e légion :
- 7e légion :
- 8e légion :
- 9e légion :
- 10e légion :
- 11e légion :
- 12e légion :
- 13e légion :
- 14e légion :
- 15e légion :
- 16e légion :
- 17e légion :
- 18e légion :
- 19e légion :
- 20e légion :
- 21e légion :
- 22e légion :
- 23e légion :
- 24e légion :
- 25e légion :
- 26e légion :
- 27e légion :
- 28e légion :
- 29e légion :
- 30e légion :
- 31e légion : La légion d'Afrique devient la 31e légion d'Algérie.

Le 22 novembre 1879, le président de la république Jules Grévy décide de réorganiser la gendarmerie départementale en 20 légions :
- 1e légion :
- 2e légion :
- 3e légion :
- 4e légion :
- 5e légion :
- 6e légion :
- 7e légion :
- 8e légion :
- 9e légion :
- 10e légion :
- 11e légion :
- 12e légion :
- 13e légion :
- 14e légion :
- 15e légion :
- 16e légion :
- 17e légion :
- 18e légion :
- 19e légion d'Afrique : ancienne 31e légion d'Algérie ;
- 20e légion :

Le décret du 6 avril 1886 réorganise la gendarmerie départementale en 22 légions.
- 1e légion :
- 2e légion :
- 3e légion :
- 4e légion :
- 5e légion :
- 6e légion :
- 7e légion :
- 8e légion :
- 9e légion :
- 10e légion :
- 11e légion :
- 12e légion :
- 13e légion :
- 14e légion :
- 15e légion :
- 16e légion :
- 17e légion :
- 18e légion :
- 19e légion :
- 20e légion :
- 21e légion :
- 22e légion :

Le 24 décembre 1887, le décret de réorganisation de la gendarmerie départementale est publié ; 27 légions sont constituées' : 
- 1e légion : Valenciennes ;
- 2e légion :
- 3e légion : Rouen ;
- 4e légion :
- 5e légion :
- 6e légion :
- 7e légion :
- 8e légion :
- 9e légion :
- 10e légion :
- 11e légion :
- 12e légion :
- 13e légion :
- 14e légion :
- 15e légion : Corse ;
- 16e légion :
- 17e légion :
- 18e légion : Bordeaux ;
- 19e légion :
- 20e légion :
- 21e légion :
- 22e légion :
- 23e légion :
- 24e légion :
- 25e légion :
- 26e légion :
- 27e légion :

### La Première guerre mondiale
Les unités départementales de la gendarmerie nationale n'eurent pas que la mission de placarder les affiches de mobilisation générale ni de rechercher les déserteurs, ni même d'organiser le départ des mobilisés vers leur lieu de mobilisation. Elles furent également présentes sur le front. Certaines de ces légions ont été délocalisées durant la Première guerre mondiale. Ce fut le cas de la 1e légion, de Valenciennes, de la 3e légion, à Rouen et de la 18e de Bordeaux. Tous les gendarmes accèdent au statut de sous-officiers.

### L'entre-deux-guerres
Au sortir de la première guerre mondiale, la loi du 22 juillet 1921 instaure la mise en place de pelotons mobiles de gendarmerie, dépendant des légions départementales. Ils sont 111 en 1921.
La gendarmerie des armées françaises du Rhin (Mayence) est créée et rattachée à la 20e légion. En 1922, un décret la transforme en légion de l'armée du Rhin. Plusieurs décrets de 1920 à 1939 se concentrent sur les colonies françaises et portent sur la création d' un détachement de gendarmerie au Cameroun, l'admission de "troupes indigènes" dans la gendarmerie en Afrique du Nord, puis en Afrique Occidentale française, la création d'une légion de gendarmerie au Maroc, à Rabat, ainsi que le placement de la jeune gendarmerie libanaise sous le contrôle d'officiers de gendarmerie français, et la création d'une légion de gendarmerie à Tunis. Par décret du 10 septembre 1926, la Garde républicaine mobile devient une subdivision de la gendarmerie nationale. 14 légions sont créées en 1927 :
- 1e légion :
- 2e légion :
- 3e légion :
- 4e légion :
- 5e légion :
- 6e légion :
- 7e légion :
- 8e légion :
- 9e légion :
- 10e légion :
- 11e légion :
- 12e légion :
- 13e légion :
- 14e légion :

La même année, les légions bis et ter sont supprimées. Les unités de la garde républicaine mobile (GRM) sont détachées de la gendarmerie départementale et deviennent autonomes'.
Le 1er janvier 1928, la légion de gendarmerie du Maroc s'établit à Rabat. Les légions de gendarmerie mobile sont créées par décret entre 1928 et 1939 :
- 1e LGRM :
- 2e LGRM :
- 3e LGRM : Lyon (1928) ;
- 4e LGRM : Nancy (1929) ;
- 5e LGRM : Nantes (1930) ;
- 6e légion de GRM : Arras (1931) ;
- 7e légion de GRM : Reims (1932) ;
- 8e légion de GRM : Besançon (1933) ;
- 9e légion de GRM : Courbevoie (1935) ;
- 10e légion de GRM : Rouen (1935) ;
- 11e légion de GRM : Marseille (1936) ;
- 12e légion de GRM : Toulouse (1937) ;
- 22e légion de GRM : Drancy (1938) ;

En 1935, la gendarmerie maritime devient une légion spéciale. 
En 1939, création d'une légion de gendarmerie en Tunisie.

### L'après-guerre

#### Sur le territoire français
En 1945, la garde républicaine réintègre la Gendarmerie nationale.
9 légions sont mises en place :
- 1ère Légion de Garde Républicaine de Lyon
- 2e Légion de Garde Républicaine de Marseille
- 3e Légion de Garde Républicaine de Saint-Quentin
- 4e Légion de Garde Républicaine de Nancy
- 5e Légion de Garde Républicaine de Limoges
- 6e Légion de Garde Républicaine de Toulouse
- 22e Légion de Garde Républicaine d'Arcueil
- 23e Légion de Garde Républicaine de Courbevoie
- 24e Légion de Garde Républicaine de Drancy

10 légions existent en 1946 ; elles sont numérotées selon les 10 régions militaires :
- 1ère Légion de Garde Républicaine d'Arcueil
- 1ère Légion bis de la Garde Républicaine du Plessis-Robinson
- 1ère Légion ter de la Garde républicaine de Drancy ;
- 2e Légion de Garde Républicaine d'Arras ;
- 3e Légion de Garde Républicaine de Nantes ;
- 4e Légion de Garde Républicaine de Bordeaux ;
- 5e Légion de Garde Républicaine de Toulouse ;
- 6e Légion de Garde Républicaine de Strasbourg ;
- 6e Légion bis de Garde Républicaine de Verdun ;
- 7e Légion de Garde Républicaine de Dijon ;
- 8e Légion de Garde Républicaine de Lyon ;
- 9e Légion de Garde Républicaine de Marseille.

#### Allemagne occupée 1945-1989

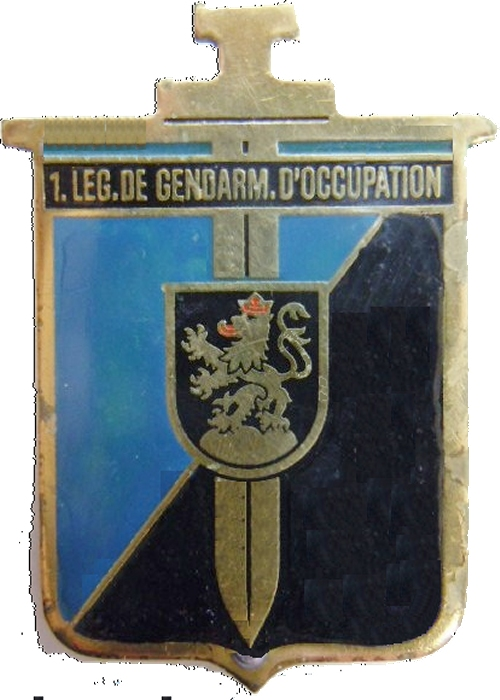
Des légions de gendarmerie d'occupation sont mises en place en Allemagne

Dès 1945, quatre légions de la Gendarmerie nationale d'occupation sont constituées :
- 1e légion de gendarmerie d'occupation : Rhénanie-Palatinat et Sarre (jusqu'en 1957) ;
- 2e légion de gendarmerie d'occupation : Bade-Wurtemberg ;
- 3e légion de gendarmerie d'occupation : Rhénanie Hesse Nassau
- 4e légion de Gendarmerie d'occupation :

(Un détachement autonome : Berlin ;
Il existe également une compagnie autonome en Autriche dans le secteur d'occupation française)
En 1957, il n'existe qu'une légion de gendarmerie des forces françaises en Allemagne. Cette légion est composée de neuf détachements prévôtaux

#### Sur les autres territoires
Le 27 décembre 1946, des légions de marche de la garde républicaine destinées à l’Indochine sont créées.
Le territoire de la France métropolitaine ainsi que ceux des colonies françaises était divisé en légions de gendarmerie.
Trois légions de gendarmerie étaient basées en Afrique du nord française :
- 10e Légion de Garde Républicaine d'Algérie
- 11e Légion de Garde Républicaine de Tunisie
- 12e Légion de Garde Républicaine du Maroc

### La décolonisation
Certains États ont conservé une gendarmerie nationale, héritière des légions de gendarmerie françaises d'avant la décolonisation.
Parmi ces États, les corps de légions de gendarmerie ont été conservés :
- Burkina Faso[19],[20].
- Cameroun[21]
- Côte d'Ivoire[22] :
- Sénégal[23]
- Tchad[24]

### La fin du XXe siècle et Le XXIe siècle
En 1967, le territoire de la France métropolitaine est découpé en 7 régions militaires. Entre 1967 et 2015, avec la mise en place des régions administratives, au nombre de 22 en France métropolitaine, l'État réattribua les missions de commandement à des territoires correspondant aux 22 régions administratives. Le commandement fut redéployé progressivement à des régions de gendarmerie ; la totalité des formations de la Gendarmerie départementale et de la Gendarmerie mobile stationnées sur le territoire de chaque région administrative fut placée sous l'autorité d'un commandement unique de circonscription régionale. Ces légions de gendarmerie géraient tous les corps de la gendarmerie départementale et de la gendarmerie mobile implantés sur le territoire.
Ce n'est qu'en 1979 que les circonscriptions régionales reprirent le nom de Légion de Gendarmerie. Ainsi, de 1979 à 2005, dans chaque région de France métropolitaine existait une légion de gendarmerie. Il s'agissait d'une unité de commandement unifié avec à sa tête un général voire un colonel.
La répartition des légions de gendarmerie mobile (LGM) est territoriale : 
- 1e LGM :
- 2e LGM :
- 3e LGM de Rennes
- 4e LGM :
- 5e LGM :
- 6e LGM :
- 7e LGM :

Le 1er septembre 1991, les légions de gendarmerie mobile (LGM) sont créées et deviennent alors distinctes des légions de gendarmerie départementale sur l'ensemble du territoire français. À la même date, la Gendarmerie est restructurée en 9 circonscriptions sur le modèle des 9 régions militaires. Les légions furent brièvement rétablies de 1991 à 2005, les groupements leur étant subordonnés, puis définitivement supprimées en 2005.
Les anciennes légions prirent alors le nom de Régions, supervisant notamment compagnies de gendarmerie départementale. Les légions de gendarmerie départementale (LGD) et les légions de gendarmerie mobile (LGM) sont créées. Les commandements de gendarmerie départementale et les commandements de gendarmerie mobile sont alors distincts. En 2005, Les légions de gendarmerie disparaissent définitivement. Leur succèdent les régions de gendarmerie nationale (dont le territoire correspond à celui des régions) dont dépendent les compagnies de gendarmerie départementale.
En 2009, la gendarmerie nationale passe sous la tutelle du ministère de l'intérieur, tout en conservant son statut militaire. Le 1er janvier 2016, le nombre de régions administratives françaises passe de 22 à 13 ; par juxtaposition, les régions de gendarmerie fusionnent également. Chaque région de gendarmerie gère autant de GGD qu'il y a de départements dans la région administrative, ainsi que des SR, en mondre nombre. Ainsi, avec 13 départements en région Occitanie, la région de gendarmerie gère 13 Groupements de Gendarmerie départementale.
- Région de Gendarmerie de Normandie ;
- Région de Gendarmerie d'Île-de-France ;
- Région de Gendarmerie de Nouvelle-Aquitaine ;
- Région de Gendarmerie du Centre-Val de Loire ;
- Région de Gendarmerie de Bretagne ;
- Région de Gendarmerie des Pays de la Loire ;
- Région de Gendarmerie de Provence-Alpes-Côte d'Azur ;
- Région de Gendarmerie des Hauts-de-France ;
- Région de Gendarmerie d'Occitanie